# Ger Loeffen
Ger Loeffen (Beuningen, 30 augustus 1950) is een freelance fotograaf en politicus.
Als fotograaf is hij sinds 1985 verbonden aan fotobureau Hollandse Hoogte. Zijn foto's zijn onder andere verschenen in De Gelderlander. Hij is voornamelijk bekend als fotograaf van de Nijmeegse Vierdaagse. Diverse foto's van Loeffen zijn opgenomen in het Regionaal Archief Nijmegen.
Bij de gemeenteraadsverkiezingen van maart 2022 werd hij met voorkeurstemmen lid van de gemeenteraad van de Gelderse gemeente Beuningen namens de VVD.
In april 2022 werd hij benoemd tot Ridder in de Orde van Oranje Nassau.
- RKD-Nederlands Instituut voor Kunstgeschiedenis: 268938